# 平井繁男
平井 繁男（ひらい しげお、慶応3年2月3日〔1867年3月8日〕- 大正14年〔1925年〕9月10日）は、日本の実業家、官吏、特許辨理士。推理作家・江戸川乱歩の父。

## 来歴・人物
三重県津市出身。武士の家柄で津藩の藤堂家に仕えていた七代目平井杢右衛門（陳就）・後妻の和佐との間に生れた。関西法律学校（現・関西大学）第一回卒業生として卒業後、青年官吏として三重県名賀郡右名張町（名張市）役所に奉じた。この頃、津藩家臣の長女のきくと結婚し、1894年 (明治27年)第一子を儲け、太郎と命名。これが後の江戸川乱歩である。間もなく、鈴鹿郡へ転勤。1897年に東海紡績同盟会の職員となり、名古屋に移った。東海紡織同盟会書記長を歴任。
1908年（明治41年）輸入機械の取次ぎ販売、外国保険代理店、石炭販売に関連した平井商店を開業したが、1912年（明治45年）に倒産。一家は朝鮮馬山へ移住し、土地開墾事業に従事する。その後大阪へ移り、晩年は特許辨理士となり、著書『日本商法詳解』を刊行した。

## 家族・親族
- 長男： 江戸川乱歩
- 次男： 平井蒼太
- 孫： 平井隆太郎